# Association syndicale professionnelle de la presse ministérielle
L'Association syndicale professionnelle de la presse ministérielle est une association professionnelle de journalistes accrédités auprès des ministères français, créée en 1948. Elle est hébergée à l'Hotel Matignon. Il est de tradition que le Premier ministre lorsqu'il présente ses vœux à la presse, le fasse sur l'invitation de son président.

## Bureau
- Présidente: Nathalie Segaunes[3] (L'Opinion)
- Vice-présidente : Soizig Quemener (Marianne)
- Vice-président : Stéphane Robert (France Culture)
- Secrétaire général : Jérémy Marot (AFP)
- Trésorier : Jean-Michel Pignoux (Bulletin Quotidien)